# Sabdodadi
Sabdodadi is een bestuurslaag in het regentschap Bantul van de provincie Jogjakarta, Indonesië. Sabdodadi telt 6523 inwoners (volkstelling 2010).